# Michael Söderlund
Per Michael Söderlund (* 30. März 1962 in Karlskrona) ist ein ehemaliger schwedischer Schwimmer, der bei Olympischen Spielen und bei Weltmeisterschaften je eine Bronzemedaille gewann. Bei Europameisterschaften erschwamm Söderlund zwei Silber- und drei Bronzemedaillen.

## Karriere
Söderlund begann seine internationale Karriere bei den Weltmeisterschaften 1978 in West-Berlin. Er wurde dort 13. über 100 Meter Rücken. Die schwedische 4-mal-100-Meter-Lagenstaffel mit Michael Söderlund, Jan Sjöström, Pär Arvidsson und Per Holmertz belegte den fünften Platz. Bei den Olympischen Spielen 1980 in Moskau trat Söderlund in vier Wettbewerben an. Über 100 Meter Rücken schwamm er die schnellste Vorlaufzeit, schied aber als Zehnter im Halbfinale aus. Olympiasieger wurde sein Landsmann Bengt Baron. Über 200 Meter Rücken erreichte Söderlund als einziger Schwede das Finale und belegte den sechsten Platz. Die schwedische 4-mal-200-Meter-Freistilstaffel mit Michael Söderlund, Per Wikström, Per-Alvar Magnusson und Thomas Lejdström wurde mit 0,8 Sekunden Rückstand auf die drittplatzierten Brasilianer Vierte. Die schwedische Lagenstaffel wurde im Vorlauf disqualifiziert.
1981 bei den Europameisterschaften in Split wurde Söderlund auf beiden Rückendistanzen Fünfter. Über 200 Meter Freistil gewann er die Silbermedaille hinter Sergei Kopljakow aus der Sowjetunion. Die schwedische 4-mal-200-Meter-Freistilstaffel mit Michael Söderlund, Per Wikström, Per-Alvar Magnusson und Thomas Lejdström erkämpfte die Bronzemedaille hinter den Staffeln aus der Sowjetunion und aus der Bundesrepublik Deutschland (BRD). Im Jahr darauf bei den Weltmeisterschaften 1982 in Guayaquil schied Söderlund über 100 Meter Rücken im Vorlauf aus, erreicht aber mit beiden Freistilstaffeln das Finale. Die 4-mal-100-Meter-Freistilstaffel gewann im Finale mit Per Johansson, Bengt Baron, Per Holmertz und Per Wikström die Bronzemedaille, für seinen Einsatz im Vorlauf erhielt auch Söderlund eine Medaille. Im Endlauf wurde Söderlund nur in der 4-mal-200-Meter-Freistilstaffel eingesetzt. Michael Söderlund, Thomas Lejdström, Per Wikström und Per Holmertz belegten den fünften Rang. 1983 schwamm Söderlund bei den Europameisterschaften in Rom auf den siebten Platz über 200 Meter Rücken.
Bei den Olympischen Spielen 1984 in Los Angeles erreichte die schwedische 4-mal-200-Meter-Freistilstaffel mit Michael Söderlund, Tommy Werner, Anders Holmertz und Thomas Lejdström den sechsten Platz. Über 200 Meter Rücken schwamm Söderlund ins B-Finale und belegte insgesamt den elften Platz. Die 4-mal-100-Meter-Freistilstaffel mit Rikard Milton, Michael Söderlund, Mikael Örn und Per Johansson kam mit der drittbesten Zeit ins Finale. Im Endlauf schwammen Thomas Lejdström, Bengt Baron, Mikael Örn und Per Johansson auf den dritten Platz hinter der Staffel aus den Vereinigten Staaten und den Australiern. Milton und Söderlund erhielten für ihren Vorlaufeinsatz ebenfalls eine Medaille. In der Lagenstaffel wurde Söderlund ebenfalls nur im Vorlauf eingesetzt. Im Finale belegten Bengt Baron, Peter Berggren, Thomas Lejdström und Per Johansson den fünften Platz. 1985 bei den Europameisterschaften in Sofia gewann die schwedische 4-mal-200-Meter-Freistilstaffel mit Anders Holmertz, Per Johansson, Michael Söderlund und Tommy Werner die Silbermedaille hinter der Staffel aus der BRD und die 4-mal-100-Meter-Freistilstaffel mit Bengt Baron, Söderlund, Werner und Johansson wurde Dritte hinter den Staffeln aus der BRD und der DDR.
1986 schied Söderlund bei den Weltmeisterschaften in Madrid über 100 Meter Rücken und über 200 Meter Freistil in den Vorläufen aus und auch die 4-mal-200-Meter-Freistilstaffel verfehlte mit der neuntbesten Vorlaufzeit das Finale. Die einzige Finalteilnahme gelang ihm mit der 4-mal-100-Meter-Freistilstaffel, die in der Besetzung Werner, Johansson, Söderlund und Holmertz den fünften Platz erreichte. 1987 bei den Europameisterschaften in Straßburg siegte die 4-mal-200-Meter-Freistilstaffel aus der BRD vor der aus der DDR. Sieben Sekunden hinter der DDR-Staffel schwammen Tommy Werner, Michael Söderlund, Anders Holmertz und Markus Eriksson zur Bronzemedaille. 1988 bei den Olympischen Spielen 1988 in Seoul trat Söderlund nur in einer Staffel an. Die schwedische 4-mal-200-Meter-Freistilstaffel mit Anders Holmertz, Tommy Werner, Michael Söderlund und Christer Wallin schwamm auf den sechsten Platz. Im Jahr darauf bei den Europameisterschaften 1989 in Bonn wurde die 4-mal-200-Meter-Freistilstaffel mit Holmertz, Werner, Söderlund und Henrik Jangwall Vierte.
Der 1,81 m große Michael Söderlund schwamm für den Karlskrona Simsällskap. Während seines Studiums an der University of California, Berkeley kämpfte er für deren Sportmannschaft, die California Golden Bears.